# مركز صيد الرغاية
مركز صيد الرغاية هو مؤسسة جزائرية عامة للبحث العلمي والتكنولوجي تقع في غابة الرغاية ببلدية الرغاية بالجزائر، حيث يعد المركز أحد المراكز الأربعة التي جرى إنشاؤها سنة 1983 لتربية المصيدات وحماية الحيوانات المهددة بالانقراض على المستوى الوطني وهو متخصص في تربية البط والإوز وتكثيرها في المناطق الرطبة، وهو في الأصل جزء طبيعي من المساحة الإجمالية لبحيرة الرغاية، لا تتجاوز مساحتها 27 هكتاراً.

## تاريخ
حسب المرسوم ذي الرقم 83-75 بتاريخ 08 يناير 1983، ينشأ مركز للصيد في مدينة الرغاية، حيث تتمثل مهمته في الحفاظ على التنوع الحيوي وتوازن النظم البيئية واحترام البيئة. يمتد المركز على مساحة تزيد عن 27 هكتارًا ويقع على الشواطئ الشرقية لبحيرة الرغاية، وتوجد فيه أنواع من البط البري، والدراج، والدجاج الغيني المخوذ، والسمان الياباني.
كان المركز بمثابة مكان اجتماع للعديد من الباحثين المهتمين بأنظمته البيئية المختلفة، وبفضل التمويل المحلي والدولي قام بإنشاء العديد من المعدات والمرافق، ويعمل المركز كمؤسسة على تطوير الأنشطة والفعاليات المتعلقة بالصيد وتحديد الإجراءات والمسؤولية حول أنواعه وطرقه. وان أنواع الطرائد الرئيسية هي الدراج الشائع، وحجل بربري، وحجل شقر والسمان الياباني.

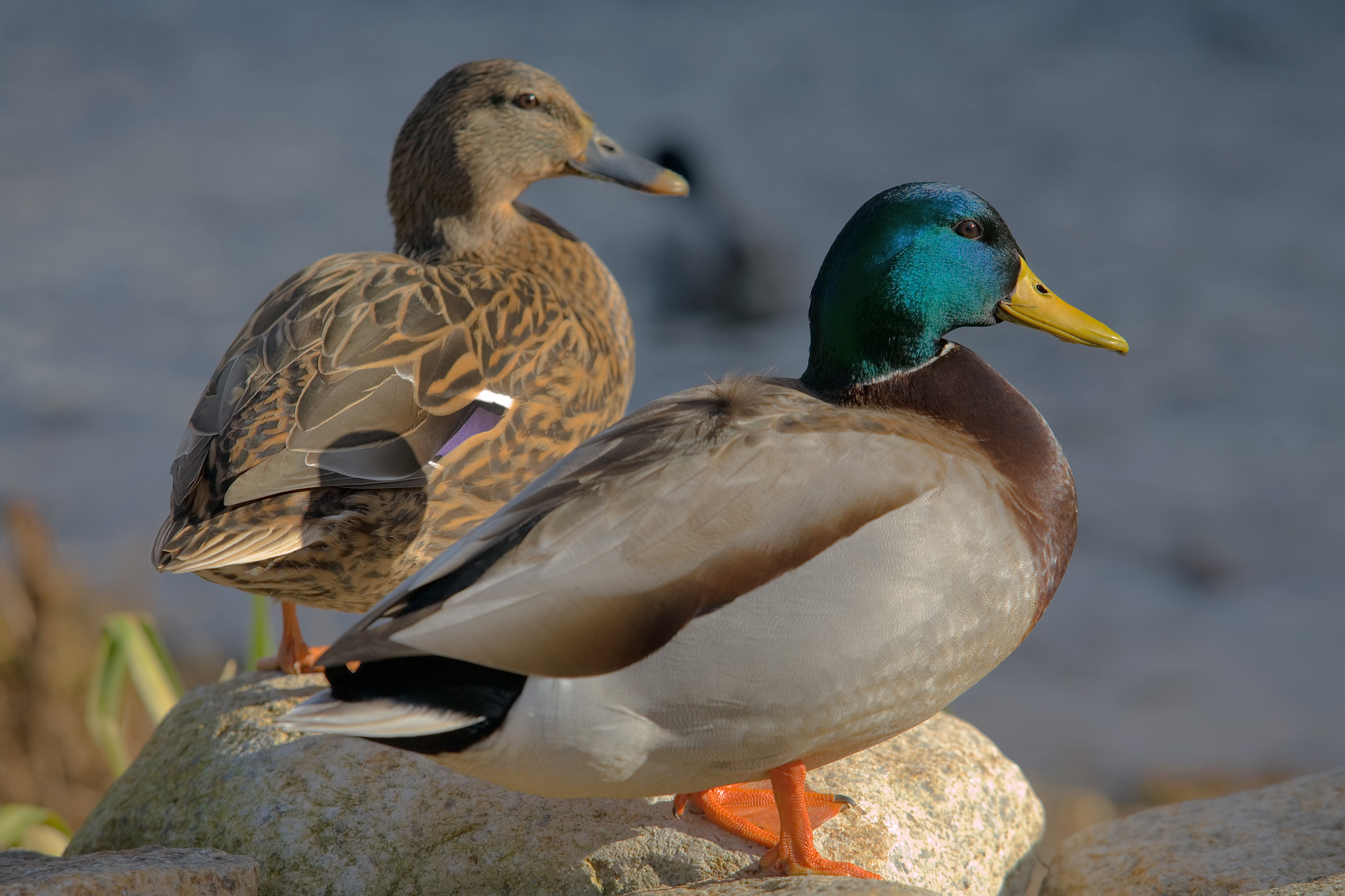
بط بري
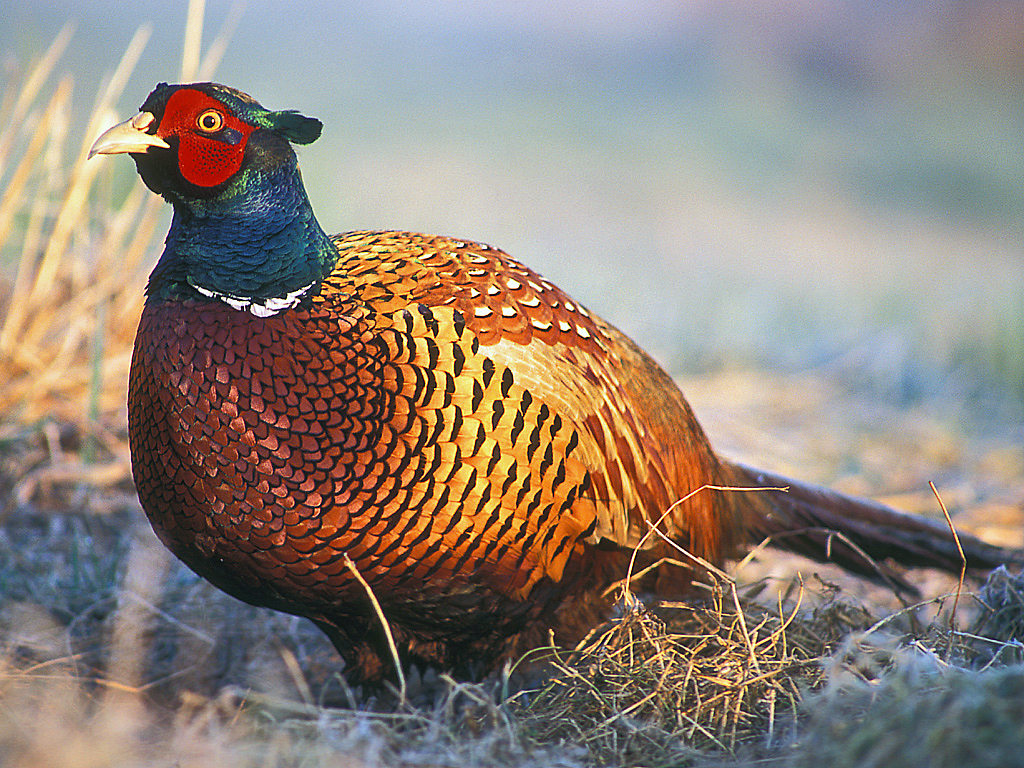
تدرج مألوف
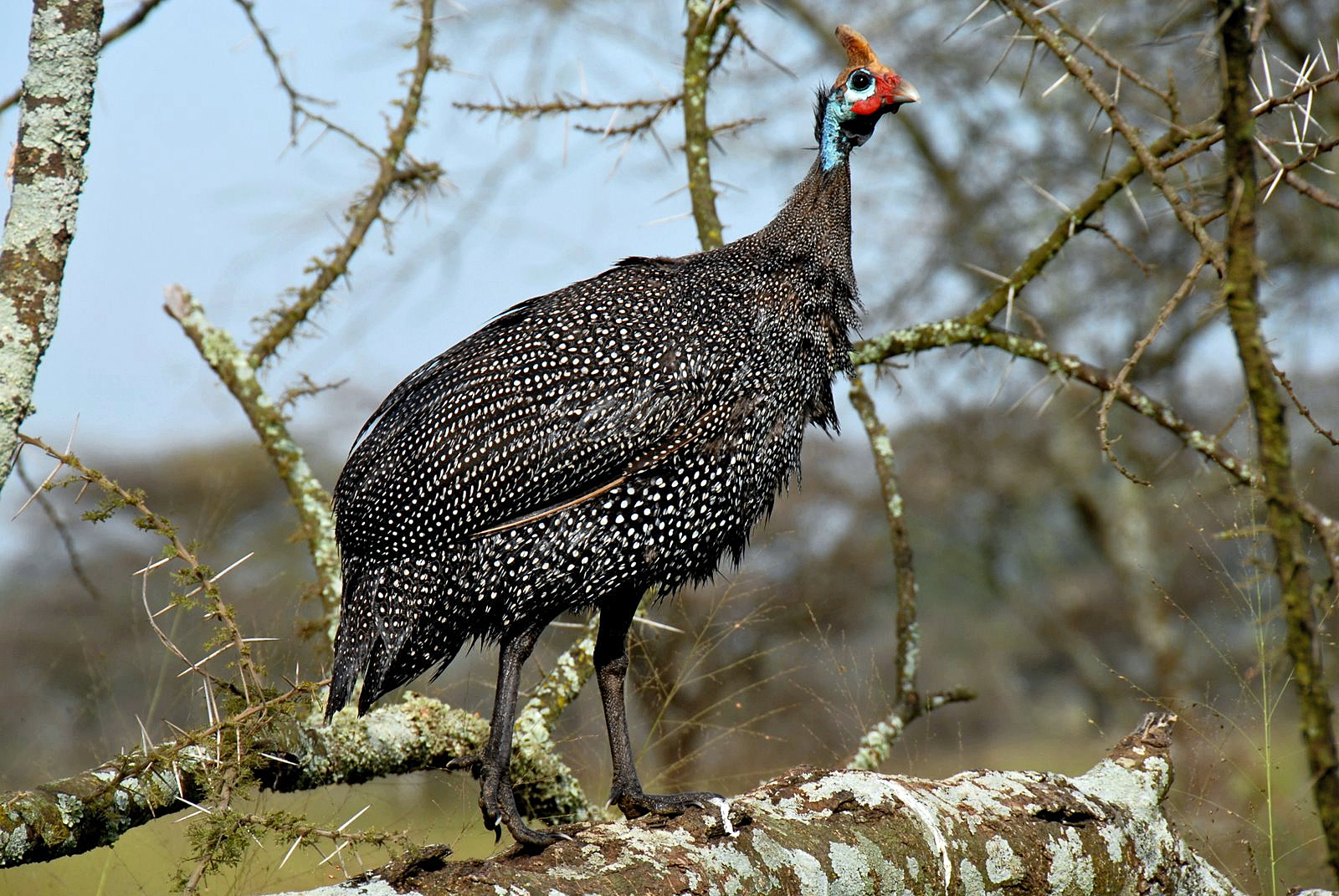
دجاج غيني مخوذ
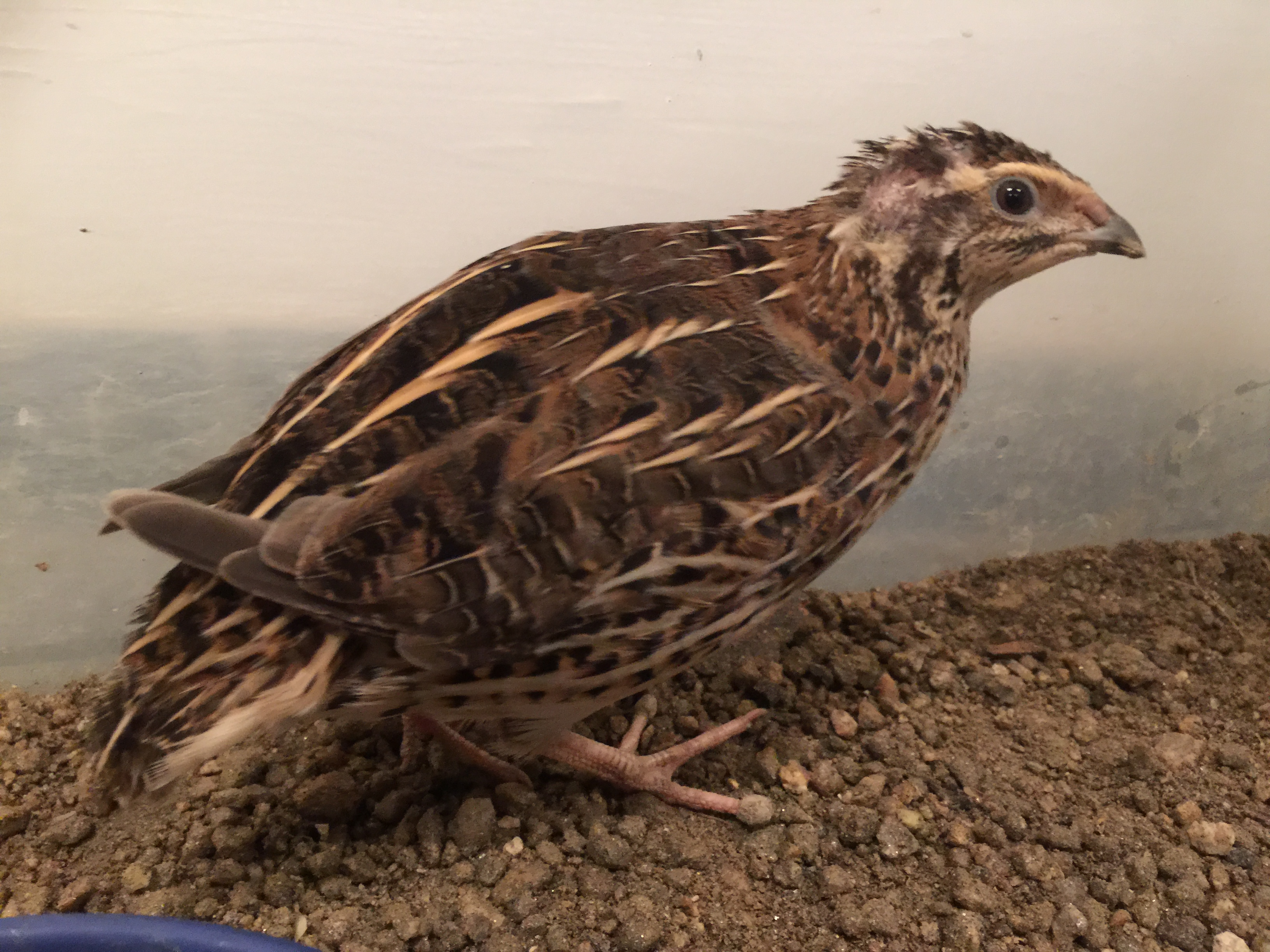
سمان ياباني
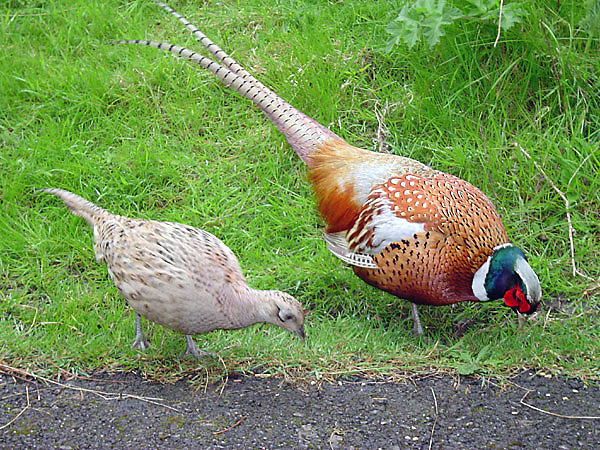
الدراج المألوف

## موقع
يقع مركز الصيد بالرجاية،  على بعد 29 كيلومترًا شرق الجزائر العاصمة، و80 كم شرق تيبازة وكيلومتر عن البحر الأبيض المتوسط، وجنوب غابة الرغاية في متيجة.

## مهام
يمكن تلخيص مهام مركز الصيد في إنتاج أنواع موجودة أو أنواع غريبة بهدف إثراء تراث الصيد الوطني، وتعزيز الصيد وتنميته من خلال اختيار أنواع محلية وإدخال أنواع جديدة وتأقلمها، ودفع وتنظيم البحوث في مجال الصيد، لا سيما في مجال الغذاء والصحة، والمشاركة بتنظيم الفعاليات والأنشطة؛ يتم إنجاز هذه المهام بالتعاون مع مراكز الصيد الأخرى في تلمسان وزرالدة.